# Libri irodalmi díj és közönségdíj
A Libri irodalmi díjat és a hozzá kapcsolódó Libri irodalmi közönségdíjat a Libri Könyvkereskedelmi Kft. alapította 2016-ban. A díjak a cég olvasásnépszerűsítő programjának részeként jöttek létre azzal a céllal, hogy minden évben felhívják a figyelmet az olvasás fontosságára és a kortárs magyar irodalom legjobb teljesítményeire. 2023-ban a díj átadása szünetelt, majd 2024-ben az eladási listákra építve indult újra.

## A díj mechanizmusa 2022-ig
A Libri irodalmi díjak többfordulós előválasztás után kerülnek átadásra. Az első körben a Libri Könyvkereskedelmi Kft. összeállít egy hosszúlistát azokból a könyvekből, amik megfelelnek a díj követelményeinek: az előző év hazai könyvterméséből mindazon művek, amelyek élő magyar szerzők magyar nyelven megjelent könyvei, a díj átadását megelőző esztendőben jelentek meg először, irodalmi megformáltságukban újszerűek, társadalmi hatásuk pedig megkérdőjelezhetetlen.
Az így kialakult hosszúlistából ezután a vállalat által felkért, a magyar kulturális életben otthonosan mozgó szakemberek fejenként öt-öt könyvre adják le szavazatukat. Ennek a szakmai bizottságnak az összesített szavazataiból alakul ki a Libri irodalmi díjak tíz könyvet tartalmazó rövidlistája.
A rövidlista könyveiből egy ötfős, független szakmai zsűri választja ki azt az egy könyvet, amelyik elnyeri a Libri irodalmi díjat.
A szakmai zsűri tagjai:
- Károlyi Csaba (Artisjus-díjas irodalomkritikus, az Élet és Irodalom főszerkesztő-helyettese, egyetemi oktató)
- Szilágyi Zsófia (Balassa Péter-díjas irodalomtörténész, kritikus, a Szegedi Tudományegyetem egyetemi tanára, a Móricz Zsigmond Társaság elnöke)
- Fullajtár Andrea (Jászai Mari-díjas színész, a Katona József Színház társulatának tagja)
- Bálint András (Kossuth- és Jászai Mari-díjas színész, érdemes művész, a Halhatatlanok Társulatának örökös tagja)
- Beck Zoltán (dalszerző, a 30Y énekes-gitárosa, a Pécsi Tudományegyetem adjunktusa, a Zenélő Egyetem szakmai igazgatója)

Az olvasóközönségnek szintén lehetősége van kiválasztani a kedvencét a tíz döntős műből. A közönség a rövidlista nyilvánossá válása után több mint egy hónapon át szavazhat a Libri weboldalán, valamint a minden év áprilisában megrendezett Budapesti Nemzetközi Könyvfesztiválon. Annak a könyvnek a szerzője, amelyik a közönség szavazatai alapján a legnépszerűbbnek bizonyul, a Libri irodalmi közönségdíjat nyeri el.

## A díj
A szakmai és a közönségdíj is 2-2 millió forint pénzjutalommal, valamint 30-30 millió forint értékű médiatámogatással jár. Továbbá mindkét díjazott könyv szerzője egy-egy nagyjából 15×15×15 cm-es aranyszínű, L alakot formáló térplasztikát vehet át a hagyományosan május közepén megrendezett átadógálán.

## A díjazottak
| Év   | Libri irodalmi díj                                               | Libri irodalmi közönségdíj                                   | Források     |
| ---- | ---------------------------------------------------------------- | ------------------------------------------------------------ | ------------ |
| 2016 | Rakovszky Zsuzsa: Fortepan (Magvető, 2015)                       | Bartis Attila: A vége (Magvető, 2015)                        | [ 5 ]        |
| 2017 | Jászberényi Sándor: A lélek legszebb éjszakája (Kalligram, 2016) | Kepes András: Világkép (Libri, 2016)                         | [ 6 ]        |
| 2018 | Tompa Andrea: Omerta (Jelenkor, 2017)                            | Bödőcs Tibor: Addig se iszik (Helikon, 2017)                 | [ 7 ] [ 8 ]  |
| 2019 | Szvoren Edina: Verseim (Magvető, 2018)                           | Krusovszky Dénes: Akik már nem leszünk sosem (Magvető, 2018) | [ 9 ] [ 10 ] |
| 2020 | Láng Zsolt: Bolyai (Jelenkor, 2019)                              | Grecsó Krisztián: Vera (Magvető, 2019)                       | [ 11 ]       |
| 2021 | Bereményi Géza: Magyar Copperfield (Magvető, 2020)               | Grecsó Krisztián: Magamról többet (Magvető, 2020)            | [ 12 ]       |
| 2022 | Krasznahorkai László: Herscht 07769                              | Bödőcs Tibor: Mulat a Manézs                                 | [ 13 ]       |

## A döntősök listája
| Jelöltek | Jelöltek | Jelöltek | Jelöltek |
| --- | --- | --- | --- |
| 2016 - Esterházy Péter-Szüts Miklós: A bűnös - Térey János: A Legkisebb Jégkorszak - Ungváry Krisztián: Magyar megszálló csapatok - Réz Pál: Tények és Tanúk - Bokáig pezsgőben - Bartis Attila: A vége - Dragomán György: Oroszlánkórus - Szvoren Edina: Az ország legjobb hóhéra - Nádasdy Ádám: A vastagbőrű mimóza - Forgách András: Élő kötet nem marad - Rakovszky Zsuzsa: Fortepan | 2017 - Krasznahorkai László: Báró Wenckheim hazatér - Németh Gábor: Egy mormota nyara - Nádas Péter: Az élet sója - Závada Pál: Egy piaci nap - Zoltán Gábor: Orgia - Varró Dániel: Mi lett hova? - Szabó T. Anna: Törésteszt - Térey János: Őszi hadjárat - Jászberényi Sándor: A lélek legszebb éjszakája - Kepes András: Világkép                                                  | 2018 - Peer Krisztián: 42 - Bödőcs Tibor: Addig se iszik - Földényi F. László: A melankólia dicsérete - Vida Gábor: Egy dadogás története - Spiró György: Kőbéka - Parti Nagy Lajos: Létbüfé - Kemény István: Lúdbőr - Tolnai Ottó: Nem könnyű - Tompa Andrea: Omerta - Nádas Péter: Világló részletek I-II.                                     | 2019 - Barabási Albert László: A képlet - Krusovszky Dénes: Akik már nem leszünk sosem - Takács Zsuzsa: A Vak Remény - Szilasi László: Luther kutyái - Mán-Várhegyi Réka: Mágneshegy - Kemény István: Nílus - Dragomán György: Rendszerújra - Simon Márton: Rókák esküvője - Pintér Béla: Újabb drámák - Szvoren Edina: Verseim |
| 2020 - Babarczy Eszter: A mérgezett nő - Barnás Ferenc: Életünk végéig - Bodor Ádám: Sehol - Darvasi László: Magyar sellő - Grecsó Krisztián: Vera - Láng Zsolt: Bolyai - Nádasdy Ádám: Jól láthatóan lógok itt - Péterfy Gergely: A golyó, amely megölte Puskint - Tóth Krisztina: Fehér farkas - Závada Pál: Hajó a ködben                                                              | 2021 - Bereményi Géza: Magyar Copperfield - Grecsó Krisztián: Magamról többet - Halász Rita: Mély levegő - Háy János: A cégvezető - Jászberényi Sándor: A varjúkirály - Nyugati történetek - Kiss Tibor Noé: Beláthatatlan táj - Nádasdy Ádám: A szakállas Neptun - Selyem Zsuzsa: Az első világvége, amit együtt töltöttünk - Szabó T. Anna: Szabadulógyakorlat - Tompa Andrea: Haza | 2022 - Bartók Imre: Lovak a folyóban - Bödőcs Tibor: Mulat a Manézs - Danyi Zoltán: A rózsákról - Gerlóczy Márton: Fikció 1. (A katlan) - Keresztury Tibor: Hűlt helyem - Krasznahorkai László: Herscht 07769 - Szvoren Edina: Mondatok a csodálkozásról - Tóth Krisztina: Bálnadal - Vonnák Diána: Látlak. Novellák - Závada Péter: Gondoskodás | |